# Walter Bockmayer
Walter „Wally“ Bockmayer (* 4. Juli 1948 in Fehrbach, jetzt Pirmasens; † 7. Oktober 2014 in Köln) war ein deutscher Film- und Theater-Autor und Regisseur. Er lebte in Köln.

## Leben
Aufgewachsen ist Walter Bockmayer in dem Dörfchen Fehrbach, das heute zu Pirmasens gehört. Walter Bockmayer begann eine Lehre zum Großhandelskaufmann, die er jedoch abbrach, um in den USA als Kantinengehilfe zu arbeiten. 1968 ging er nach Köln, wo er sich zunächst sein Geld als Garderobier im Kölner Opernhaus verdiente. Dort lernte er auch seinen Lebensgefährten und späteren Mitregisseur Rolf Bührmann (1942–2016) kennen. 1972 gründete er die Produktionsfirma „Enten-Produktion“, die erstmals für den Kinofilm Carmen (1972) eingesetzt wurde. Benannt ist die Filmproduktionsfirma nach Bockmayers Watschelgang, weswegen er zuhause „aal Ent“ (alte Ente) genannt wurde. 1975 eröffnete er das Lokal Filmdose, wo er auf einer Bühne seine Inszenierungen aufführen ließ.
Zwischen 1970 und 1976 drehte er insgesamt 15 8-mm-Filme, darunter „Sie tanzten nur einen Sommer“ (1971), „Carmen“ (1972), „Alkoholmädchen“ (1972), „Salzstangengeflüster“ (1975) oder „Salzstangengeschrei“ (1976). Im Film Jane bleibt Jane, der am 4. April 1977 in Köln Premiere hatte, spielt die als „Ariel-Klementine“ bekannte Schauspielerin Johanna König eine Altersheimbewohnerin, die sich für Tarzans Witwe hält. 1978 erschien sein Film Flammende Herzen, in dem der Junggeselle Peter Huber in einem Preisausschreiben eine Reise nach New York gewinnt, in der U-Bahn eine Blondine aufliest und mit dieser zu einer Oktoberfest-Kopie zieht. Dort wird das Pärchen zum Kornblumen-Königspaar gewählt, gewinnt eine Kuh und zieht mit dieser durch Manhattan. Der Film wurde 1978 auf den Internationalen Filmfestspielen Berlin gezeigt und ebenso wie Looping – der lange Weg zum Glück, der 1981 auf dem Toronto Film Festival gezeigt wurde, mit mehreren Bundesfilmpreisen ausgezeichnet.
1984 eröffnete er in Köln das Kaiserhof-Theater, in dem er die von ihm verfassten, frivol-vulgären und in Kölsch gesprochenen Bühnenstücke aufführte, und das „Theater in der Filmdose“. Walter Bockmayer spielte in Helmer von Lützelburgs Komödie Im Himmel ist die Hölle los die Rolle der Frau Sommer, der Film hatte am 31. Oktober 1984 Premiere. Der bekannteste Film Bockmayers ist die Satire Die Geierwally aus dem Jahr 1987, die auf Wilhelmine von Hillerns Geierwally beruht. Im Jahr 2000 wurde das Gebäude, in dem sich das Kaiserhof-Theater befand, verkauft und umgebaut. Die letzte Aufführung war Wallys wilde Sechziger (2000). Er fand mit dem Kölner Scala-Theater eine neue Heimat, wo 2003 als erstes Bühnenstück Ich möch zu Foß noh Kölle jonn  aufgeführt wurde. In dem 260 Personen fassenden Theater wurden im jährlichen Turnus ab Bockmayers neue Bühnenstücke aufgeführt. Berühmte Opern wie Carmen (1995) oder La traviata (1998) verlegte er in das Milieu des Kölner Klapperhofs bzw. in einen Massagesalon. Zu seinem festen Ensemble gehörte seit 1994 Gigi Herr (* 28. Dezember 1942), die Nichte der verstorbenen Trude Herr.
Bockmayer galt als Entdecker und Förderer von Hella von Sinnen, Dirk Bach, Ralph Morgenstern und Veronica Ferres. Er starb am 7. Oktober 2014 im Alter von 66 Jahren an Lungenkrebs, der bei ihm im März 2014 diagnostiziert worden war. Die gemeinsame Grabstätte mit seinem Lebensgefährten Rolf Bührmann befindet sich in der Kölner Grabeskirche St. Bartholomäus.

## Werke
- Jane bleibt Jane (1977)
- Flammende Herzen (1977/78)
- Victor (1977) – Verfilmung der gleichnamigen Rockoper für das ZDF
- Looping – Der lange Weg zum Glück (1980)
- Kiez – Aufstieg und Fall eines Luden (1983)
- Die Geierwally (1988)
- Sissi – Beuteljahre einer Kaiserin (1989)
- Cleopatra und der Fluch der Tempelhuren (1992)
- Elvira – Die Samenbankmörderin von Burg Gerolstein (1994)
- Carmen – Die Königin vom Klapperhof (1995)
- Tarzan (1997)
- La Traviata – Die Binde war ihr Schicksal (1998)
- Funzbroichs ahoi (1999)
- Wallys wilde Sechziger (2000)
- Ich möch zu Foß noh Kölle jonn (2. Oktober 2003)
- Speck für Kölle (24. September 2005)
- Quo va driss (2006)
- Jebütz weed immer (6. September 2007)
- Jebohnert op Kölsch (25. September 2008)
- Ming Ding jebohnert (25. September 2009)
- Nubbel Alaaf ju (23. September 2010)
- Trude zum Dessert (22. September 2011)
- Mit Winnetunt durch die Prärie (20. September 2012)
- Wie fott jeblose (26. September 2013)
- Aape op jöck (25. September 2014)